# Молдавско-румынские отношения
Молдавско-румынские отношения — двусторонние дипломатические отношения между Молдовой и Румынией. Румыния является членом НАТО (Молдова — участник Индивидуального партнёрского плана) и Европейского союза (Молдова — страна-участник Восточного партнёрства и кандидат на членство в ЕС). Протяжённость государственной границы между странами составляет 683 км.

## История
В 1990-е годы отношения между странами были в целом хорошими. Румыния была первым государством, признавшим независимость Молдовы и оказывала существенную поддержку в становлении органов власти молодой республики. Молдаване и румыны имели разное отношение к основным социальным и политическим вопросам, вследствие того что Молдова была частью Российской империи (Бессарабская губерния) и Советского Союза (Молдавская Советская Социалистическая Республика), а Румыния была независимым королевством, а затем стала социалистической республикой. В 1990-е годы многие румыны воспринимали молдаван как «обрусевших» и относились к ним снисходительно, что мешало преодолеть культурные различия и было источником растущего недовольства среди большинства молдаван. В те годы Президент Румынии Ион Илиеску старался поддерживать позитивные отношения с Россией и не стал вмешиваться в Вооружённый конфликт в Приднестровье.
В Молдове существуют политические партии, выступающие за объединение с Румынией, однако эти партии непопулярны среди граждан и являются маргинальными. Среди политической элиты Молдовы наблюдалось также стремление к интеграции страны в Европейский союз при сохранении независимости Молдовы. В октябре 2009 премьер-министр Молдовы Влад Филат заявил, что «Молдова состоялась как государство, и люди, которые здесь живут, считают себя гражданами этой страны. Объединения не хочет население, и оно невозможно юридически». Идеи унионизма временами высказывают многие молдавские политики, однако, эти идеи со временем становились всё более символическими. Появилось обратное направление в жизни молдаван — молдовенизм. За двадцать лет, прошедших с распада СССР, в Молдавии, Гагаузии и ПМР успели сформироваться свои политические и экономические элиты, которые не желают делиться своей властью с румынскими. Объединение привело бы к автоматической ликвидации всех дублирующих должностей (президента, парламента, министерств и т. д.), а к этому молдавские и прочие национально-региональные политики, почувствовавшие себя хозяевами в своей стране или регионе, уже не готовы. Тем не менее, 25 марта 2012 года в Кишинёве имело место столкновения между унионистами и молдовенистами.
И Молдавия, и Румыния используют общий государственный (румынский) язык. Вплоть до 2023 года молдавский диалект румынского языка официально именовался молдавским языком (при том что на бытовом уровне и в сфере образования язык именовался румынским уже с 1990 года); в советский период молдавский язык также отличался от румынского применением кириллицы вместо латиницы. В 2012 году в некоторых СМИ появились сообщения, что Румыния оказывает давление на Молдову и на Украину для смены названия молдавского языка на румынский; в то же время молдавские власти считали именно риторику Москвы в отношении их страны наиболее угрожающей. При этом Румынская академия рассматривала молдавский язык как «несуществующее понятие» и в 2020 году заявила об обеспокоенности «новыми попытками ввести <его> в официальное использование в Республике Молдова». Бывший президент Румынии И. Илиеску также рассматривал понятие молдавского языка как часть «имперских, русских и советских, теорий».
8 мая 2013 года парламент Румынии принял закон, объявляющий румынами все романские народы, населяющие Балканы. По этому закону нет молдаван — есть лишь бессарабские румыны.
27 августа 2014 года Молдова сделала небольшой, но символический шаг в сторону ослабления своей зависимости от импорта российского газа, начав импортировать газ из Румынии. Молдавские власти аргументировали этот шаг своими опасениями по поставками газа из России в преддверии зимнего сезона из-за войны на востоке Украины. Румынией был построен трубопровод длиной 43 километра к 23-й годовщине независимости Республики Молдова от Советского Союза. 27 августа 2015 года посол США в Кишиневе Джеймс Петтит заявил, что Молдова должна оставаться суверенным и независимым государством, а возможное присоединение к Румынии не приведет к положительным результатам. Он также заявил, что Молдова не является Румынией, так как имеет свою собственную историю, многонациональное население, говорящее на разных языках. Джеймс Петтит также отметил проблемы в Приднестровье, центральное правительство не может контролировать эту территорию, которое нуждается в особом статусе внутри Молдовы. 27 декабря 2016 года Игорь Додон, президент Республики Молдова, подписал распоряжение об увольнении с должности министра обороны Анатолия Шалару. Он аргументировал своё решение тем, что Анатолий Шалару нарушил Конституцию страны путём «заигрывания с НАТО» и «поддержкой объединения Республики Молдова с Румынией».

## Румынизация Молдовы
По данным на 2012 год не менее 15 центральных и местных газет и журналов Молдовы финансировалось из бюджета Румынии. По данным министерства юстиции Румынии, с 2009 по 2021 годы более миллиона жителей Молдовы (примерно 39,5% населения страны) получили румынское гражданство.

## Торговля
В 2014 году Румыния являлась главным торгово-экономическим партнёром Молдовы, экспортировав товаров из этой страны на сумму 504 млн. долларов США. В 2015 году молдавский экспорт в Румынию составил сумму в 446 370 394 долларов США, а импорт Молдовой товаров из Румынии составил сумму 555 137 307 долларов США.